# Jürgen Wahl (Politiker)
Jürgen Wahl (* 28. Juni 1922 in Berlin; † 10. Mai 1990 ebenda) war ein deutscher Politiker (FDP).
Jürgen Wahl besuchte ein Gymnasium und machte 1940 das Abitur. Er begann ein Studium an der Universität Innsbruck, wurde aber von der Wehrmacht eingezogen. Als Soldat war er bei der Führungsnachrichtentruppe beim Afrikafeldzug und später in Italien, dort geriet er in amerikanische Kriegsgefangenschaft, wo er bis 1947 in Italien blieb.
Nach dem Zweiten Weltkrieg konnte Wahl das Studium an der Gaußschule Berlin fortsetzen. Er arbeitete als Elektromonteur und wurde technischer Angestellter bei verschiedenen elektronischen Betrieben. 1950 trat er der FDP bei. Da Kurt Weber (1924–1970) starb, rückte Wahl im Januar 1970 in das Abgeordnetenhaus von Berlin nach. Im Januar 1978 rückte er erneut in das Parlament nach, da Ulrich Roloff zum Präsidenten der Hochschule der Künste Berlin gewählt wurde. Zum dritten Mal rückte Wahl im Mai 1979 in das Parlament nach, da nun Wolfgang Lüder weiterhin Senator für Wirtschaft war.